# Jorge Martínez Ramos (futbolista uruguayo)
Jorge Martínez Ramos (Trinidad, Uruguay, 3 de noviembre de 1983) es un futbolista uruguayo.

## Clubes
| Club                         | País      | Año       |
| ---------------------------- | --------- | --------- |
| Nueva Chicago                | Argentina | 2001-2005 |
| Temperley                    | Argentina | 2006-2007 |
| Gimnasia y Esgrima (M)       | Argentina | 2007      |
| San Marcos de Arica          | Chile     | 2008-2009 |
| Curicó Unido                 | Chile     | 2010-2011 |
| Barnechea                    | Chile     | 2012      |
| Mitre de Santiago del Estero | Argentina | 2014      |